# Headland, Alabama
Headland là một thành phố thuộc quận Henry, tiểu bang Alabama, Hoa Kỳ. Dân số năm 2009 là 3997 người, mật độ đạt 51 người/km².